# اولگا لپشینسکایا
اولگا لپِشینسکایا (انگلیسی: Olga Lepeshinskaya; ۲۸ سپتامبر ۱۹۱۶ – ۲۰ دسامبر ۲۰۰۸) رقصندهٔ باله اهل اتحاد جماهیر شوروی بود که به عنوان یکی از برجسته‌ترین بالرین‌های باله بولشوی در قرن بیستم شناخته می‌شود. او به خاطر چابکی، ظرافت و اجراهای پرانرژی‌اش در نقش‌های کلاسیک مشهور بود.
وی بین سال‌های ۱۹۳۵ تا ۲۰۰۸ میلادی فعالیت می‌کرد.
وی همچنین برندهٔ جوایزی همچون نشان انقلاب اکتبر، روبان مدال بزرگداشت ۸۵۰مین سالگرد مسکو، هنرمند مردمی جمهوری شوروی فدراتیو سوسیالیستی روسیه، مدال دفاع از مسکو، جایزه استالین، مدال به مناسبت یکصدمین سالگرد تولد ولادیمیر ایلیچ لنین، مدال بزرگداشت ۸۰۰مین سالگرد مسکو، نشان لنین، نشان پیش‌کسوت کار، جایزه هنرمند مردمی اتحاد جماهیر شوروی، مدال کار شجاعانه در جنگ بزرگ میهنی (۱۹۴۵–۱۹۴۱)، نشان پرچم سرخ کار، و نشان برجسته افتخار شده است.

## اوایل زندگی و آموزش
اولگا لپشینسکایا در کی‌یف، که در آن زمان بخشی از امپراتوری روسیه بود، متولد شد. او در مدرسهٔ باله بولشوی آموزش دید و به سرعت استعداد فوق‌العاده‌ای در باله نشان داد. تحت تعلیم آگریپینا واگانوا و دیگر اساتید برجستهٔ باله، او تکنیک رقص خود را تکمیل کرد.

## دوران حرفه‌ای
لپشینسکایا در سال ۱۹۳۳ به عنوان نخستین بالرین در تئاتر بولشوی پذیرفته شد و به مدت دو دهه یکی از ستارگان اصلی این تئاتر باقی ماند. از مشهورترین نقش‌های او می‌توان به اجرا در دریاچه قو، فندق‌شکن و دون کیشوت اشاره کرد. او همچنین در اجرای باله‌های جدید شوروی، از جمله Taras Bulba، نقش‌های برجسته‌ای داشت.
در طول جنگ جهانی دوم، لپشینسکایا به همراه دیگر هنرمندان بولشوی در اجراهای ویژه برای سربازان ارتش سرخ شرکت کرد و به عنوان یکی از چهره‌های فرهنگی تأثیرگذار در دوران شوروی شناخته شد.

## افتخارات و جوایز
لپشینسکایا به دلیل مهارت استثنایی و نقش‌آفرینی‌های برجسته‌اش جوایز متعددی از جمله هنرمند مردمی اتحاد جماهیر شوروی و جایزه استالین را دریافت کرد. او همچنین برای مشارکت‌هایش در هنر باله، نشان لنین و دیگر افتخارات دولتی را کسب کرد.

## فعالیت‌های بعدی و میراث
پس از بازنشستگی از صحنهٔ اجرا، لپشینسکایا به آموزش رقص پرداخت و تأثیر مهمی بر نسل جدید بالرین‌های روسی گذاشت. او در آکادمی‌های بالهٔ مطرح شوروی تدریس کرد و در داوری مسابقات بین‌المللی باله حضور داشت.
اولگا لپشینسکایا یکی از بزرگ‌ترین بالرین‌های قرن بیستم بود که تأثیر زیادی بر باله کلاسیک روسی گذاشت. سبک درخشان، چابکی و قدرت اجرای او همچنان الهام‌بخش بسیاری از رقصندگان معاصر است.